# USCGC Mackinaw (WLBB-30)
USCGC Mackinaw (WLBB-30) je vnitrozemský nosič bojí a ledoborec Pobřežní stráže Spojených států amerických, jediná jednotka své třídy, působící ve službě od roku 2006.

## Historie

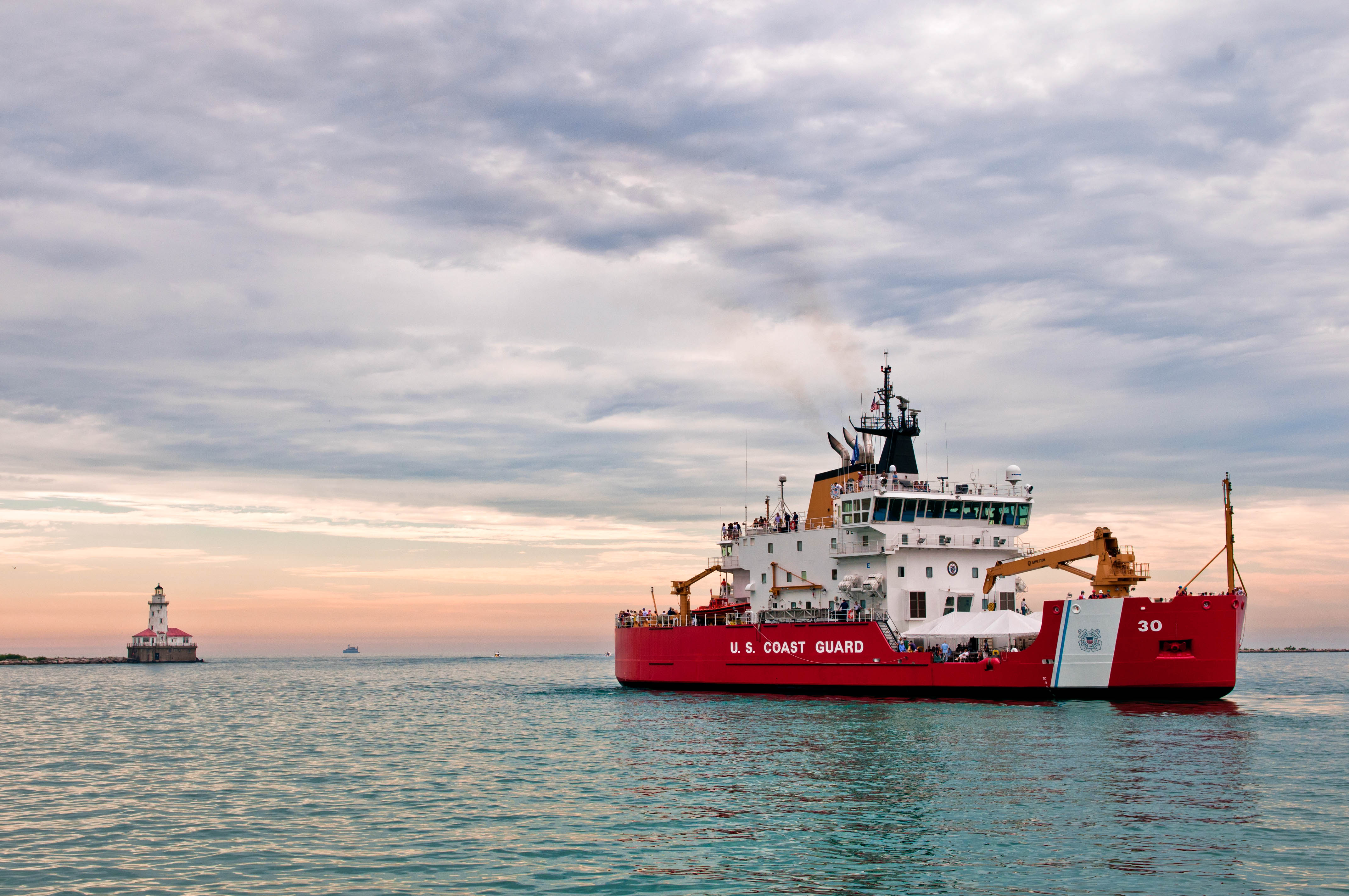
Mackinaw

Stavba lodi byla zahájena 9. února 2004, na vodu byla spuštěna 2. dubna 2005 a do služby byl Mackinaw zařazen 10. června 2006.

## Popis

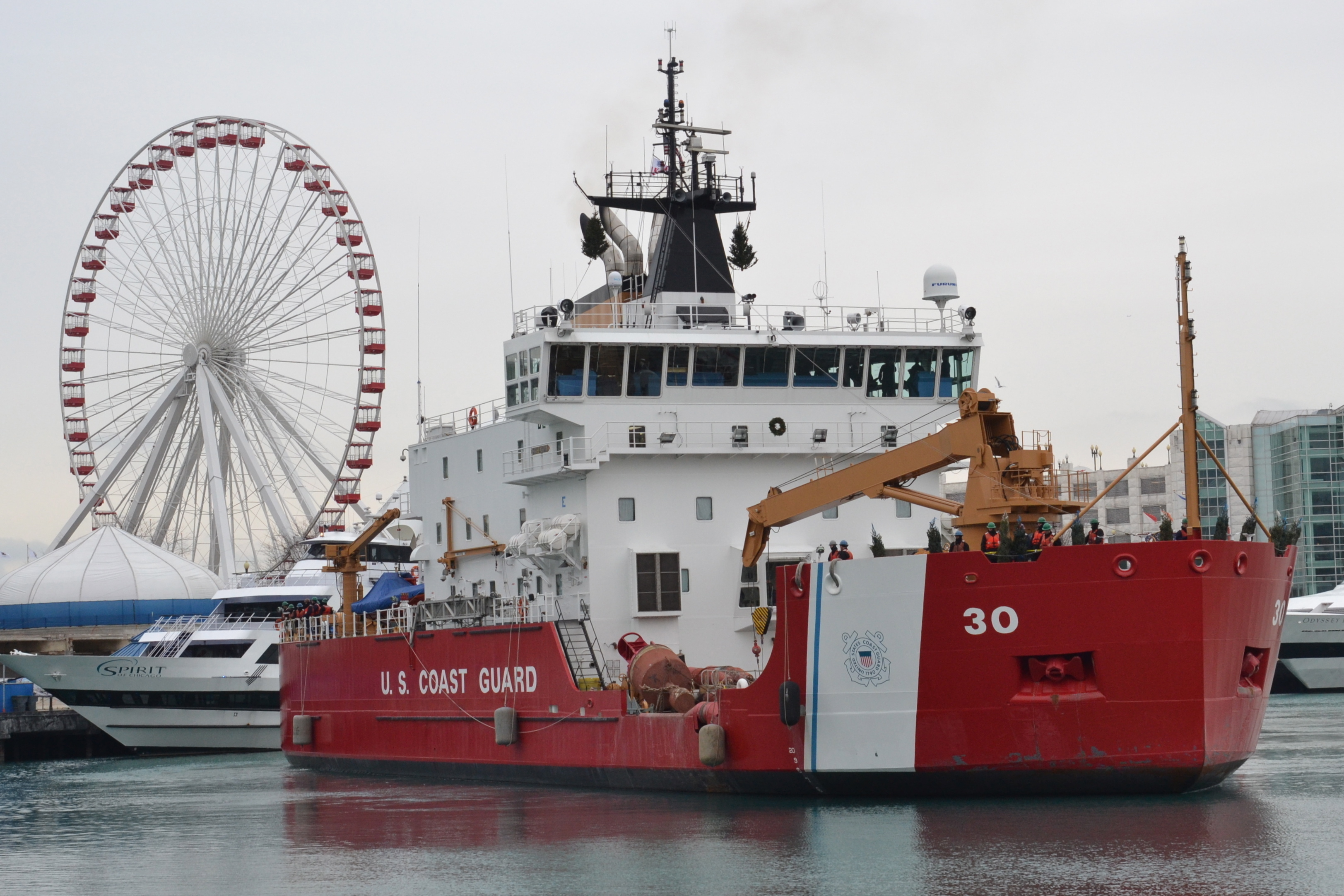
Mackinaw

Plavidlo je určeno pro působení na Velkých jezerech, kde roku 2006 nahradilo ve službě stejnojmenný ledoborec z roku 1944. Kromě rozbíjení ledu je určen také pro údržbu bójí, pátrací i záchranářské operace či patrolu. Jeho domovským přístavem je Cheboygan v Michiganu. Je vybaven třemi dieselovými motory Caterpillar, z nichž každý má výkon 3,4 MW.